# Programa de certificação da Oracle
O Programa de certificação da Oracle ou Oracle Certification Program certifica os candidatos em habilidades e conhecimentos relacionados aos produtos e tecnologias Oracle.
As credenciais são concedidas com base em uma combinação de exames aprovados, treinamentos e atribuições baseadas no desempenho, dependendo do nível de certificação. As certificações Oracle são referências tangíveis de experiência e conhecimento que a Oracle alega ajudar um participante a se destacar na multidão entre os empregadores.

## Credenciais
Existem 6 níveis de credenciais de certificação Oracle: Associado júnior certificado da Oracle (Oracle Certified Junior Associate ou OCJA), Associado certificado da Oracle (Oracle Certified Associate ou OCA), Profissional certificado da Oracle (Oracle Certified Professional ou OCP), Oracle Certified Master (OCM), Mestre certificado da Oracle (Oracle Certified Master ou OCM), Perito certificado da Oracle (Oracle Certified Expert ou OCE) e Especialista certificado da Oracle (Oracle Certified Specialist ou OCS). Essas credenciais estão espalhadas por 9 pilares de tecnologia e divididas em famílias e grupos de produtos. As certificações também são definidas pela função no site de Certificação Oracle.
1. A credencial Associado júnior certificado da Oracle (OJA) é uma certificação de nível iniciante, focada em estudantes de escolas secundárias, faculdades de dois anos e faculdades de quatro anos e universidades e membros do corpo docente que ministram aulas básicas de Java e ciência da computação.[1]
2. A credencial Associado certificado da Oracle (OCA) é o primeiro passo para obter uma certificação Profissional certificado da Oracle. A credencial da OCA garante que o candidato esteja equipado com habilidades fundamentais, fornecendo uma base sólida para o suporte aos produtos Oracle.
3. A credencial Profissional certificado da Oracle (OCP) baseia-se nas habilidades fundamentais demonstradas pela OCA. O Profissional certificado da Oracle possui o domínio de uma área específica da tecnologia Oracle e demonstra um alto nível de conhecimento e habilidades. Os gerentes de TI geralmente usam a credencial do OCP para avaliar as qualificações de funcionários e candidatos a emprego.
4. A credencial Mestre certificado da Oracle (OCM) reconhece o nível mais alto de habilidades, conhecimentos e habilidades comprovadas. Os OCMs estão equipados para responder às perguntas mais difíceis e resolver os problemas mais complexos. A certificação Mestre certificado da Oracle valida as habilidades de um candidato através da aprovação de rigorosos exames baseados em desempenho. A certificação geralmente se baseia nas habilidades fundamentais da OCA e nas habilidades mais avançadas do OCP.
5. A credencial Perito certificado da Oracle (OCE) reconhecem a competência em tecnologias, arquiteturas ou domínios específicos e orientados para nichos. As credenciais são independentes da hierarquia tradicional do OCA, OCP, OCM, mas geralmente se baseiam em habilidades comprovadas como OCA ou OCP. As competências abrangidas pelo programa Perito variam de habilidades fundamentais ao domínio de tecnologias avançadas.
6. A credencial Especialista certificado da Oracle (OCS) são tipicamente certificações orientadas à implementação, direcionadas aos funcionários dos atuais parceiros Oracle, embora as certificações estejam disponíveis para todos os candidatos, parceiros ou não. Essas certificações são baseadas em produtos ou conjuntos de habilidades muito focados e fornecem uma medida sólida do nível de especialização de um candidato em uma área específica.

## Lista de Certificação Java
A lista a seguir de exames Java está atualmente disponível na certificação Oracle.
| Nome da certificação                                           | Número do exame | Nome do exame                                              |
| -------------------------------------------------------------- | --------------- | ---------------------------------------------------------- |
| Java Foundations Certified Junior Associate                    | 1Z0-811         | Java Foundations                                           |
| Oracle Certified Associate, Java SE 8 Programmer               | 1Z0-808         | Java SE 8 Programmer I                                     |
| Oracle Certified Professional, Java SE 8 Programmer            | 1Z0-809         | Java SE 8 Programmer II                                    |
| Oracle Certified Professional, Java SE 11 Developer            | 1Z0-815         | Java SE 11 Programmer I                                    |
| Oracle Certified Professional, Java SE 11 Developer            | 1Z0-816         | Java SE 11 Programmer II                                   |
| Oracle Certified Professional, Java SE 11 Developer            | 1Z0-817         | Upgrade OCP Java 6, 7 & 8 to Java SE 11 Developer          |
| Oracle Certified Professional, Java EE 7 Application Developer | 1Z0-900         | Java EE 7 Application Developer                            |
| Oracle Certified Master, Java EE 6 Enterprise Architect        | 1Z0-807         | Java EE 6 Enterprise Architect Certified Master            |
| Oracle Certified Master, Java EE 6 Enterprise Architect        | 1Z0-865         | Java (EE) Enterprise Architect Certified Master Assignment |
| Oracle Certified Master, Java EE 6 Enterprise Architect        | 1Z0-866         | Java (EE) Enterprise Architect Certified Master Essay      |

## Exigências
A Oracle University oferece diferentes certificações para diferentes produtos e serviços Oracle. Um candidato escolhe uma determinada certificação que deseja obter e segue os requisitos para essa certificação específica. Os requisitos podem incluir a aprovação em um exame oferecido pela Pearson VUE, a obtenção de uma certificação de pré-requisito, a conclusão do treinamento ou o envio de um formulário de verificação do curso.
Antes de fazer um exame de Certificação Oracle, o candidato deve se registrar para adquirir conta VUE e também autenticar sua conta CertView. Um voucher de exame pode ser adquirido na Oracle University ou o candidato pode se inscrever e pagar pelo exame diretamente no site da Pearson VUE sem um voucher. Os vouchers também podem ser adquiridos de um Parceiro Oracle autorizado. O candidato deve trazer duas formas válidas de identificação; ambos devem conter sua assinatura, um deve conter uma foto e outro deve ser emitido pelo governo.
Um comprovante de exame adquirido deve ser usado dentro de 6 meses ou será confiscado sem qualquer reembolso.
Um candidato pode se preparar para o exame participando de seminários de treinamento e preparação, oferecidos pela Oracle University e de testes da Kaplan e Transcender . Eles são opcionais e não precisam ter uma certificação.
Se o candidato falhar no exame, um período de espera de 14 dias deve passar antes de repetir o exame. A segunda tentativa de exame deve ser paga integralmente. Se o candidato não aparecer na data e hora programadas para o teste, o exame será anulado e nenhum reembolso será concedido. Existem restrições para candidatos provenientes de Cuba, Irã, Coréia do Norte, Sudão e Síria. Um candidato menor de idade deve ter o consentimento de seus pais ou responsáveis.
Normalmente, um exame está associado a uma certificação. No entanto, algumas certificações exigem duas. Além de um exame aprovado, algumas certificações exigem que o candidato participe do treinamento na Oracle University. Para a certificação Java EE Master, os exames não são de múltipla escolha, mas sim uma tarefa que deve ser concluída e um exame de redação também. A Tarefa e a Redação devem ser concluídas dentro de 6 meses após a obtenção da Tarefa. As Tarefas Falhadas devem ser reenviadas em 30 dias.
Alguns níveis de certificação tem base nos anteriores; por exemplo, é necessária uma certificação Associate para Professional, enquanto uma certificação Professional é necessária para Master. A certificação de Perito e Especialista não possui nenhuma certificação de pré-requisito como a Associado. A Oracle introduziu recentemente as certificações Junior Associate (por exemplo, o exame "Java Foundations Junior Associate 1Z0-811") voltado para estudantes de escolas e faculdades.

## Exames

### Oracle Certified Associate Java SE Programmer I
O Oracle Certified Associate Java SE 8 Programmer, conhecido anteriormente como Sun Certified Java Programmer, testa o conhecimento do candidato sobre a linguagem de programação Java e é um pré-requisito para ser um Programador Certificado Oracle.
Enquanto a maioria das certificações avançadas se concentra no conhecimento do candidato sobre a API, este exame de nível de entrada se concentra em variáveis, definições de classe e interface, matrizes, tratamento de exceções, encapsulamento, polimorfismo e controle de fluxo. O candidato também deve demonstrar como usar sequências de caracteres e listas de matrizes. A versão 8 do teste foi disponibilizada como versão final desde dezembro de 2014. Ele testou o conhecimento do candidato sobre lambdas, boxing (quebra automática) e a nova API de data e hora.
Não haverá mais uma credencial da OCA concedida para o Java SE 11.

### Oracle Certified Professional Java SE Programmer

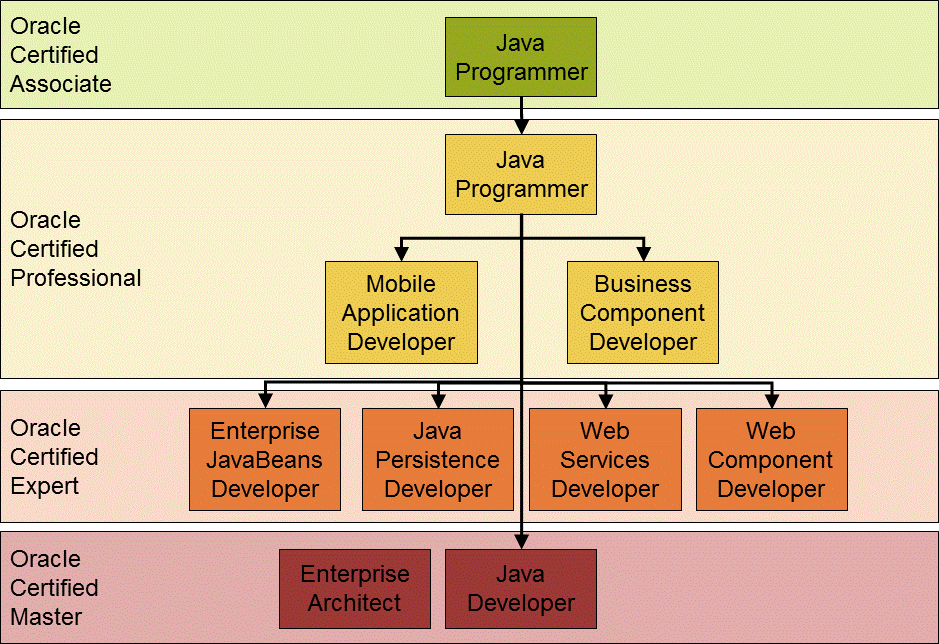
Caminho da certificação Java

O Oracle Certified Professional Java SE Programmer (OCPJP), também conhecido anteriormente como Sun Certified Java Programmer, é o exame fundamental necessário para demonstrar uma sólida compreensão do Java e de algumas de suas APIs SE e é um pré-requisito para vários outros certificados Java.
Ele foi projetado como um teste bastante detalhado do conhecimento dos principais recursos e construções da linguagem de programação Java. Ele testa uma ampla variedade de APIs e recursos principais do Java, começando do básico, como construções e variáveis em loop, a tópicos mais complexos, como Threads, Collections e Generics. Ele não cobre domínios de tecnologia específicos, como criação de GUI, programação na Web ou em rede, embora cubra parte das APIs incluídas na biblioteca padrão. O exame testa quão bem um programador entendeu as construções e mecanismos da linguagem. No entanto, não é um objetivo do exame testar a capacidade do programador de produzir programas eficientes ou objetivos. Ele não testa a capacidade do programador de escrever algoritmos eficientes, por exemplo, apesar de testar o conhecimento de quais coleções devem ser selecionadas para implementar algoritmos eficientes sem reinventar a roda.

É avaliado através de um sistema de teste de múltipla escolha administrado automaticamente e consiste em 60 perguntas que o candidato tem 150 minutos para responder. São necessárias pelo menos 37 perguntas com respostas corretas (cerca de 61%).  Para fazer o teste, o candidato deve comprar um voucher da Oracle (aproximadamente US $300 nos EUA, £150 (sem IVA) no Reino Unido, AUD 316 mais impostos na Austrália, Rs. 8000 mais impostos na Índia) e reservar o teste em menos uma semana de antecedência.  O teste consiste em perguntas de múltipla escolha. Em junho de 2011, a Oracle passou da Prometric para a Pearson VUE como sua fornecedora de testes.